# 阿奇特
阿奇特 (俄语：Ачит）是俄羅斯斯维尔德洛夫斯克州阿奇特區的市級鎮及行政中心。该地2021年人口4,791人；2010年人口4,938人；2002年人口5,120人；1989年人口5,565人。